# Vernon, British Columbia

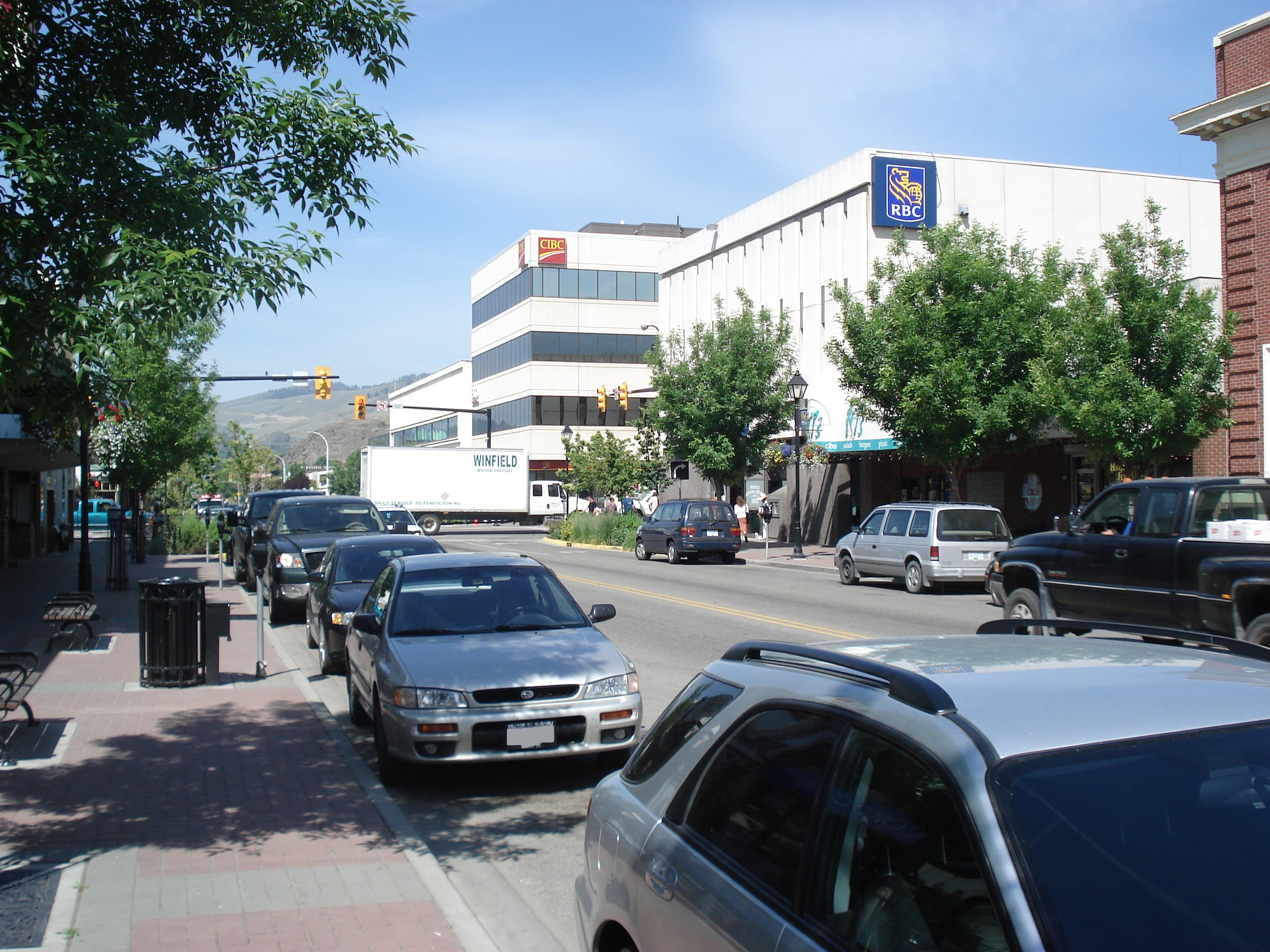
Downtown i Vernon

Vernon är en stad som ligger i sydvästra delen av Kanada, i provinsen British Columbia. Det är en stad som lockar turister, bland annat för skidåkning på Silver Star Mountain Resort och för vandring i bergen.